# Wandsbek (Schiff, 1938)
Die Wandsbek war ein 1938 gebautes deutsches Dampfturbinenschiff, das 1941 in Narvik versenkt, aber 1943 gehoben und weitergenutzt und nach Kriegsende 1946 an die Sowjetunion ausgeliefert wurde.

## Bau und technische Daten
Das Kombischiff lief am 5. August 1938 bei Moss Værft & Dokk in Moss (Norwegen) für die Hamburger Reederei Knöhr & Burchard  vom Stapel. Es war 91,93 m lang (96,62 m LüA) und 14,56 m breit und hatte 5,61 m Tiefgang. Es war mit 2388 BRT vermessen und hatte eine Tragfähigkeit von 4074 Tonnen. Die Geschwindigkeit betrug 11 Knoten.

## Schicksal

### Zweiter Weltkrieg
Das Schiff wurde noch 1938 in Dienst gestellt. Es befand sich beim Beginn des Zweiten Weltkriegs in Deutschland und wurde am 6. März 1940 von der Kriegsmarine requiriert, um beim Unternehmen Weserübung, der Invasion und Besetzung Dänemarks und Norwegens, als Transporter eingesetzt zu werden. Die Wandsbek  gehörte dann zur sogenannten 2. Seetransportstaffel, die am 8. April 1940 von Gotenhafen und Königsberg mit 11 Schiffen zur Beförderung von 8449 Soldaten, 969 Pferden und 1283 Fahrzeugen nach Oslo auslief. Danach diente das Schiff weiterhin der Kriegsmarine zur Versorgung deutscher Truppen und Stützpunkte in Norwegen.
Am 17. Juni 1940 wurde das Schiff in Hamburg an die Reederei zurückgegeben, aber bereits am 14. August erneut erfasst und als Transporter mit der Bezeichnung H40 für die geplante Invasion Englands, das sogenannte Unternehmen Seelöwe, an der Kanalküste bereitgestellt. Nachdem Hitler die Invasion am 15. Oktober 1940 auf das Frühjahr 1941 verschoben hatte, wurde die Wandsbek am 18. Oktober 1940 wieder zurück nach Norwegen gesandt.
Dort wurde sie am 21. Juli 1941 bei einem Angriff sowjetischer Flugzeuge auf den Hafen von Kirkenes durch Fliegerbomben getroffen und in sinkenden Zustand auf Grund gesetzt. Am 23. März 1943 wurde das Schiff gehoben, im Juni 1943 nach Helsingør in Dänemark geschleppt und dort repariert. Es lag noch bei Kriegsende im Mai 1945 dort in der Werft.

### Nachkriegsjahre
Am 4. August 1945 wurde das Schiff von Großbritannien in Besitz genommen und von Kopenhagen nach Methill überführt, dann am 27. August dem Ministry of War Transport (MoWT) zugewiesen und in der Folge, bereedert von Ambrose, Davies & Matthews, Ltd. aus London, unter dem Namen Empire Medway als sogenanntes Empire ship zum Rücktransport von Truppen und Material in ihre Heimat genutzt. Im März 1946 wurde es in Barry aufgelegt.
Nachdem das Schiff der Sowjetunion als Kriegsbeute zugesprochen worden war, wurde es 1946 dorthin abgegeben. Es fuhr danach unter dem Namen Aleksandr Pushkin (Александр Пушкин) im Fernen Osten, bis es im Juli 1966 abgewrackt wurde.